# Gollum suluensis
Gollum suluensis is een vissensoort uit de familie van de valse kathaaien (Pseudotriakidae). De wetenschappelijke naam van de soort is voor het eerst geldig gepubliceerd in 2011 door Last & Gaudiano.